# Lagostomus
Genre
Lagostomus est un genre de rongeurs de la famille des Chinchillidae. Il comprend les espèces de viscaches des plaines d'Amérique du Sud, dont une seule a survécu jusqu'à nos jours.
Ce genre a été décrit pour la première fois en 1828 par le naturaliste britannique Joshua Brookes (1761-1833). 

## Liste d'espèces
Selon Mammal Species of the World (version 3, 2005)  (4 novembre 2014), ITIS (4 novembre 2014) et Catalogue of Life (4 novembre 2014) :
- † Lagostomus crassus Thomas, 1910
- Lagostomus maximus (Desmarest, 1817)

Selon Paleobiology Database (4 novembre 2014) :
- † Lagostomus (Lagostomopsis)
- † Lagostomus angustidens
- † Lagostomus intermedius
- Lagostomus maximus
- † Lagostomus trichodactylus